# Unincorporated Far West Region
Unincorporated Far West Region (potocznie: Unincorporated NSW) – część Nowej Południowej Walii, która ze względu na swoją bardzo niską gęstość zaludnienia nie posiada żadnej formy samorządu terytorialnego, lecz jest administrowana bezpośrednio przez władze stanowe w Sydney. Powierzchnia obszaru wynosi 93299,2 km², a ludność 2 896 osób. Jedyne znajdujące się na tym terenie większe miasto, Broken Hill, zostało wyłączone do osobnej jednostki samorządu pod nazwą City of Broken Hill.